# Óscar Villalobos Chávez
Oscar Villalobos Chávez (Delicias, Chihuahua, 22 de marzo de 1959) es un político mexicano, miembro del Partido Revolucionario Institucional, ha sido diputado federal, presidente municipal de Delicias, secretario de Desarrollo Municipal y secretario de Fomento Social del gobierno de Chihuahua.
Es licenciado en Derecho egresado de la Universidad Autónoma de Chihuahua, miembro del PRI desde 1977 ocupó varios puestos en la estructura partidista y de campañas electorales, en 1988 fue elegido diputado Federal suplente y en 1989 Presidente Municipal de Delicias, no terminó su periodo pues fue llamado a ocupar la titularidad de la Diputación Federal de que era suplente por el VI Distrito Electoral Federal de Chihuahua en la LIV Legislatura hasta 1991, al terminar dicho periodo fue nombrado secretario particular del secretario de Pesca, Guillermo Jiménez Morales. 
En 1994 fue elegido por segunda vez diputado federal por el VI Distrito Electoral a la LVI Legislatura, en esta se desempeñó como presidente de la Comisión de Asuntos Fronterizos y en 1996 fue designado Presidente Estatal del PRI en Chihuahua, cargo en el que permaneció hasta 1998, en 1999 fue director Adjunto de Prospectiva y Análisis Político de la Unidad de Estudios Legislativos de la Secretaría de Gobernación.
En 2004 fue Coordinador General de la Campaña de José Reyes Baeza Terrazas a Gobernador de Chihuahua, y al ganar la elección y asumir el cargo lo nombró Secretario de Desarrollo Municipal, cargo que ejerció hasta el 20 de diciembre de 2007 en que pasó a ser Secretario de Fomento Social. Presentó su renuncia a dicho cargo el 3 de noviembre de 2009 con la intención de buscar la candidatura de su partido a Gobernador de Chihuahua en las elecciones de 2010. Candidatura que fue finalmente obtenida por César Duarte Jáquez.